# Frovatriptan

Frovatripan.

Le  frovatriptan est un triptan de seconde génération pour le traitement de la crise de migraine.
En France, il est commercialisé et remboursé sous forme de comprimés de 2.5mg, conditionné en boite de 2, 6 ou 12 comprimés sous les noms de Tigreat, Isimig ou comme médicaments génériques. 
En 2018, il se vend comme médicament générique au Canada, en comprimé de 2.5mg. 
Le frovatriptan s'utilise dans la gestion aiguë de la migraine et de ses symptômes associés, montrant aussi son efficacité dans la gestion de la migraine menstruelle. Les effets indésirables les plus communs de ce composé étaient les vertiges, la paresthésie, une sécheresse de la bouche et de la fatigue.